# Пятиселье
Пятисе́лье (до 1948 года Бешау́л, Беш-Аву́л; укр. П'ятисілля, крымскотат. Beş Avul, Беш Авул) — исчезнувшее село в Красноперекопском районе Республики Крым, располагавшееся в центре района, на левом берегу реки Чатырлык в нижнем течении, примерно в 2 км к северу от современного села Братское и в 1 км к юго-востоку от Новопавловки.

### Динамика численности населения
| - 1805 год — 123 чел. - 1864 год — 16 чел. - 1892 год — 21 чел. | - 1900 год — 21 чел. - 1915 год — 83 чел. - 1926 год — 86 чел. |

## История
Первое документальное упоминание села встречается в Камеральное Описание Крыма л. А 1784 года, судя по которому, в последний период Крымского ханства Бешерек входил в Дип Чонгарский кадылык Карасубазарского каймаканства. После присоединения Крыма к России (8) 19 апреля 1783 года, (8) 19 февраля 1784 года, именным указом Екатерины II сенату, на территории бывшего Крымского Ханства была образована Таврическая область и деревня была приписана к Перекопскому уезду. После Павловских реформ, с 1796 по 1802 год, входила в Перекопский уезд Новороссийской губернии. По новому административному делению, после создания 8 (20) октября 1802 года Таврической губернии, Бешеул был включён в состав Бустерчинской волости Перекопского уезда.
По Ведомости о всех селениях в Перекопском уезде состоящих с показанием в которой волости сколько числом дворов и душ… от 21 октября 1805 года в деревне Бешеул числилось 19 дворов, 121 крымский татарин и 2 ясыров. На военно-топографической карте генерал-майора Мухина 1817 года деревня Бешеул обозначена с 13 дворами. После реформы волостного деления 1829 года Бешунь, согласно «Ведомости о казённых волостях Таврической губернии 1829 года», передали в состав Ишуньской волости (переименованной из Бустерчинской). На карте 1836 года в деревне 15 дворов. Затем, видимо, вследствие эмиграции крымских татар в Турцию, деревня опустела и на карте 1842 года Бешеул обозначен условным знаком «малая деревня», то есть, менее 5 дворов.
В 1860-х годах, после земской реформы Александра II, деревню приписали к Ишуньской волости. В «Списке населённых мест Таврической губернии по сведениям 1864 года», составленном по результатам VIII ревизии 1864 года, Бешеул — владельческая деревня с 2 дворами, 16 жителями и мечетью при балке Четырлыке. По обследованиям профессора А. Н. Козловского начала 1860-х годов, вода в колодцах деревни была солоноватая, «в достаточном количестве», а их глубина колебалась от 2,5 до 5 саженей (от 5 до 10 м). На трёхверстовой карте Шуберта 1865—1876 года в деревне Бешеул обозначено 4 двора. В «Памятной книге Таврической губернии 1889 года», по результатам Х ревизии 1887 года, Бешеул не числится — возможно, селение было переведено в разряд хуторов или имений, которые в списке не отмечались.
После земской реформы 1890 года Бешеул отнесли к Воинской волости. Согласно «…Памятной книжке Таврической губернии на 1892 год», в деревне Бешеул, видимо, уже заселённой выходцами из материковой России и составлявшей Бешеулское сельское общество, был 21 житель в 3 домохозяйствах. По «…Памятной книжке Таврической губернии на 1900 год» в Бешеуле (она же Антоновка) числился тот же 21 житель в 3 дворах. По Статистическому справочнику Таврической губернии. Ч.II-я. Статистический очерк, выпуск пятый Перекопский уезд, 1915 год, в деревне Бешеул (она же Антоновка) Воинской волости Перекопского уезда числилось 14 дворов со смешанным населением в количестве 83 человек приписных жителей, из которых 45 мужчин и 38 женщин. О владении землёй сведений нет, в хозяйствах имелось 37 лошадей.
После установления в Крыму Советской власти, по постановлению Крымревкома от 8 января 1921 года № 206 «Об изменении административных границ» была упразднена волостная система, Перекопский уезд переименовали в Джанкойский, в котором был образован Ишуньский район, в состав которого включили село, а в 1922 году уезды получили название округов. 11 октября 1923 года, согласно постановлению ВЦИК, в административное деление Крымской АССР были внесены изменения, в результате которых округа были отменены, Ишуньский район упразднён и село вошло в состав Джанкойского района. Согласно Списку населённых пунктов Крымской АССР по Всесоюзной переписи 17 декабря 1926 года, в селе Бешаул (он же Антоновка), Ишуньского сельсовета Джанкойского района, числилось 17 дворов, все крестьянские, население составляло 86 человек, из них 85 татар и 1 украинец. Постановлением ВЦИК от 30 октября 1930 года был восстановлен Ишуньский район и село, вместе с сельсоветом, включили в его состав. Постановлением Центрального исполнительного комитета Крымской АССР от 26 января 1938 года Ишуньский район был ликвидирован и создан Красноперекопский район с центром в поселке Армянск (по другим данным 22 февраля 1937 года). На подробной карте РККА северного Крыма 1941 года в Бешауле отмечено 25 дворов.
С 25 июня 1946 года селение в составе Крымской области РСФСР. Указом Президиума Верховного Совета РСФСР от 18 мая 1948 года, Бешаул переименовали в Пятиселье. 26 апреля 1954 года Крымская область была передана из состава РСФСР в состав УССР. Посёлок Пятиселье ликвидирован до 1960 года, поскольку в «Справочнике административно-территориального деления Крымской области на 15 июня 1960 года» селение уже не значилось (согласно справочнику «Крымская область. Административно-территориальное деление на 1 января 1968 года» — в период с 1954 по 1968 годы, как населённый пункт Воинского сельсовета).